# 소켓 370
소켓 370(Socket 370, FC-PGA 370)은 인텔 CPU인 셀러론(멘도시노, 코퍼마인, 투알라틴), 펜티엄 III(코퍼마인, 투알라틴)에 사용된 CPU 규격이다. 370개의 핀이 있다.

## 개요
소켓 370은 1998년 말 66MHz FSB PPGA Mendocino 셀러론 CPU용 예산 중심 플랫폼으로 시작되었다. 온다이 L2 캐시로의 전환으로 슬롯 1에서 볼 수 있는 PCB 설계의 필요성이 제거되었기 때문이다.
1999년 말부터 2000년 말까지 100/133MHz FSB 코퍼마인 펜티엄 III용 인텔의 주요 데스크탑 소켓이었다. 2001년에 Tualatin 펜티엄 III 프로세서는 전용 Tualatin 호환 마더보드가 필요한 인프라에 변화를 가져왔다. 일부 제조업체에서는 이를 흰색 대신 파란색 소켓으로 표시한다. 이러한 최신 소켓은 일반적으로 코퍼마인 프로세서와 호환되지만 이전 Mendocino 셀러론은 호환되지 않는다.
소켓 370을 사용하는 일부 마더보드는 듀얼 CPU 구성(예: ABIT BP6)에서 인텔 프로세서를 지원한다. 다른 마더보드에서는 소켓 370 또는 슬롯 1 CPU의 사용을 허용했지만 동시에 사용할 수는 없었다.
나중에 VIA C3으로 이름이 변경된 VIA Cyrix III도 소켓 370을 사용했다.
슬롯 1 기반 마더보드에서 소켓 370 CPU를 사용할 수 있는 슬롯켓을 사용할 수 있다. 이러한 장치에는 마더보드가 허용하지 않는 더 낮은 코어 전압을 새 CPU에 공급하기 위해 자체 전압 조정기 모듈이 장착되어 있다.

## 같이 보기
- 인텔 마이크로프로세서 목록